# ترينت بارك
ترينت بارك (بالإنجليزية: Trent Parke)‏ هو رائد أعمال ومصور أسترالي، ولد في 20 مارس 1971 في نيوكاسل في أستراليا.